# Pseudodoliops
Pseudodoliops is een kevergeslacht uit de familie van de boktorren (Cerambycidae). De wetenschappelijke naam van het geslacht werd voor het eerst geldig gepubliceerd in 1934 door Schultze.

## Soorten
Pseudodoliops omvat de volgende soorten:
- Pseudodoliops elegans (Heller, 1916)
- Pseudodoliops griseus Breuning, 1938
- Pseudodoliops ilocanus Vives, 2011